# Santa Ana (ort i Ecuador, Manabí)
Santa Ana är en ort i Ecuador.   Den ligger i provinsen Manabí, i den västra delen av landet, 230 km sydväst om huvudstaden Quito. Santa Ana ligger 61 meter över havet och antalet invånare är 12 833.
Terrängen runt Santa Ana är huvudsakligen lite kuperad. Santa Ana ligger nere i en dal. Runt Santa Ana är det ganska tätbefolkat, med 75 invånare per kvadratkilometer. Närmaste större samhälle är Portoviejo, 19,3 km nordväst om Santa Ana. Omgivningarna runt Santa Ana är huvudsakligen savann.